# خلية تائية فاتكة طبيعية
الخلايا التائية الفاتكة الطبيعية هي مجموعة متغايرة من الخلايا التائية التي تملك خصائص كل من الخلايا التائية والخلايا الفاتكة الطبيعية. تتعرف العديد من هذه الخلايا على جزيء سي دي 1 دي غير متعدد الأشكال، وهو جزيء مقدم للمستضد (مولد الضد) يربط بين الليبيدات والشحوم السكرية الذاتية والغريبة. تشكل 1% فقط من جميع الخلايا التائية في الدم المحيطي. يجب عدم الخلط بين الخلايا التائية الفاتكة الطبيعية والخلايا الفاتكة الطبيعية أو الخلايا تي القاتلة (الخلايا التائية السامة للخلايا).

## التوصيف الجزيئي
الخلايا التائية الفاتكة الطبيعية هي مجموعة فرعية من الخلايا التائية التي تعبر عن مستقبل الخلايا التائية ألفا بيتا، ولكنها تعبر أيضًا عن مجموعة متنوعة من الواسمات الجزيئية التي ترتبط عادةً بالخلايا الفاتكة الطبيعية، مثل إن كاي 1.1. تختلف الخلايا التائية الفاتكة الطبيعية المعروفة عن الخلايا التائية ألفا بيتا التقليدية في أن مستقبلاتها للخلايا التائية محدودة التنوع (الخلايا التائية الفاتكة الطبيعية «الثابتة» أو «النوع 1»). تتعرف هذه الخلايا وغيرها من الخلايا التائية المقيدة بسي دي 1 دي (الخلايا التائية الفاتكة الطبيعية من النوع 2) على الليبيدات والشحوم السكرية التي تقدمها جزيئات سي دي1 دي، وهي عضو في عائلة جزيئات سي دي 1 المقدمة للمستضد، بدلًا من معقدات التوافق النسيجية الكبيرة الببتيدية. على هذا النحو، تعد الخلايا التائية الفاتكة الطبيعية مهمة في التعرف على الشحوم السكرية للكائنات الحية مثل المتفطرة، التي تسبب مرض السل. 

## الخلايا التائية الفاتكة الطبيعية الثابتة
تعبر المجموعة الفرعية المعروفة من الخلايا التائية الفاتكة الطبيعية المعتمدة على سي دي 1 دي عن سلسلة ألفا الثابتة لمستقبل الخلية التائية. يشار إلى هذه الخلايا بالنوع الأول أو الخلايا التائية الفاتكة الطبيعية الثابتة. تتميز بقدرتها على الاستجابة بسرعة لإشارات الخطر والسيتوكينات الالتهابية. عند تنشيطها، تشارك في وظائف المستفعلة، مثل تفعيل الخلايا الفاتكة الطبيعية وتفعيل الخلايا التائية وتمايزها وتفعيل الخلايا البائية وتفعيل الخلايا التغصنية ونشاط التعبير المتقاطع وتفعيل الخلايا البلعمية الكبيرة.

## الوظيفة
عند تنشيطها، تكون الخلايا التائية الفاتكة الطبيعية قادرة على إنتاج كميات كبيرة من الإنترفيرون غاما والإنترلوكين-4 والعامل المنبه لمستعمرات المحببات والبلاعم، بالإضافة إلى العديد من السيتوكينات والكيموكينات الأخرى (مثل الإنترلوكينات 2 و13 و17 و21 وعامل نخر الورم ألفا).
تتعرف الخلايا التائية الفاتكة الطبيعية على العوامل الليبيدية الميكروبية المحمية التي تقدمها الخلايا المقدمة للمستضد التي تعبر عن سي دي 1 دي. يكون هذا الأمر بمثابة مسار للخلايا التائية الفاتكة الطبيعية لمحاربة الالتهابات وتعزيز المناعة الخلطية. توفر هذه الخلايا أيضًا الدعم والمساعدة للخلايا البائية التي تعمل كدفاع ضد الميكروبات وتساعد في استهداف لقاحات الخلايا البائية. 

## الأهمية
تبين أن الخلايا التائية الفاتكة الطبيعية ضرورية للعديد من الجوانب المناعية لأن ضعفها أو نقصها يؤدي إلى تطور أمراض المناعة الذاتية مثل داء السكري والأمراض الالتهابية الذاتية مثل التصلب العصيدي بالإضافة إلى السرطانات. تبين مؤخرًا وجود دور للخلايا التائية الفاتكة الطبيعية في تطور مرض الربو لدى البشر.
تكمن الإمكانات السريرية للخلايا التائية الفاتكة الطبيعية في التحرير السريع للسيتوكينات (مثل الإنترلوكين-2 والإنترفيرون غاما وعامل نخر الورم ألفا والإنترلوكين-4) التي تعزز أو تثبط الاستجابات المناعية المختلفة.
أُجريت معظم التجارب السريرية على الخلايا التائية الفاتكة الطبيعية باستخدام الخلايا الفاتكة المحرضة بالسيتوكين.